# Arrhis luthkei
Arrhis luthkei är en kräftdjursart som beskrevs av Gurjanova 1936. Arrhis luthkei ingår i släktet Arrhis och familjen Oedicerotidae. Inga underarter finns listade i Catalogue of Life.